# Szkło artystyczne

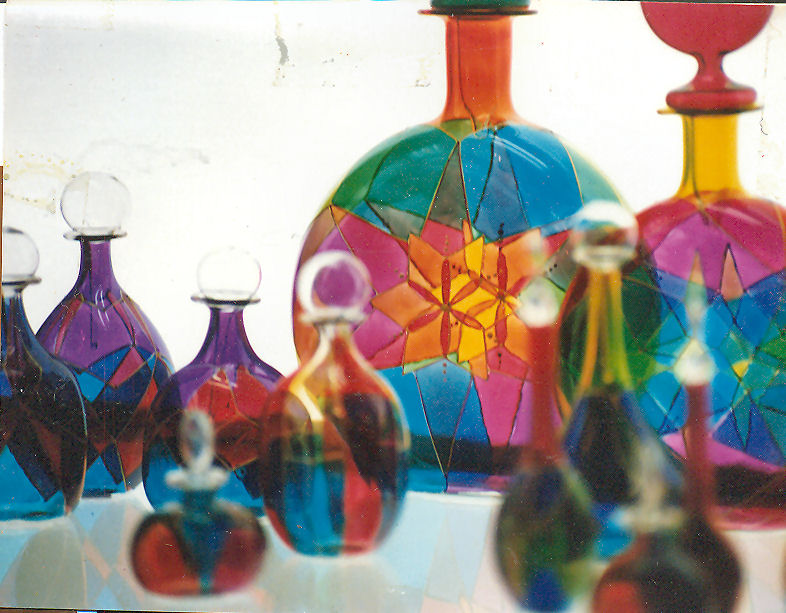
Szkło artystyczne z Murano

Szkło artystyczne (szkło zdobione) – obiekty kształtowane na gorąco z masy płynnej. W zakresie rzemiosła wyroby szklane dekoruje się m.in. emaliami i złoceniem, szlifowaniem, grawerowaniem, punktowaniem i rysowaniem diamentem. Praktykowane jest też trawienie powierzchni kwasem i matowanie piaskiem.
Współcześnie w wytwarzaniu szkła artystycznego wykorzystywane są przede wszystkim możliwości stwarzane przez sam materiał, np. wskutek kształtowania szkła ciekłego – ozdobne formy przedmiotów. Wyroby te można uzyskiwać automatycznie przy wykorzystaniu maszyn lub odręcznie; wykonane przez artystę rzeźbiarza mogą stanowić dzieło sztuki.

## Przegląd historyczny

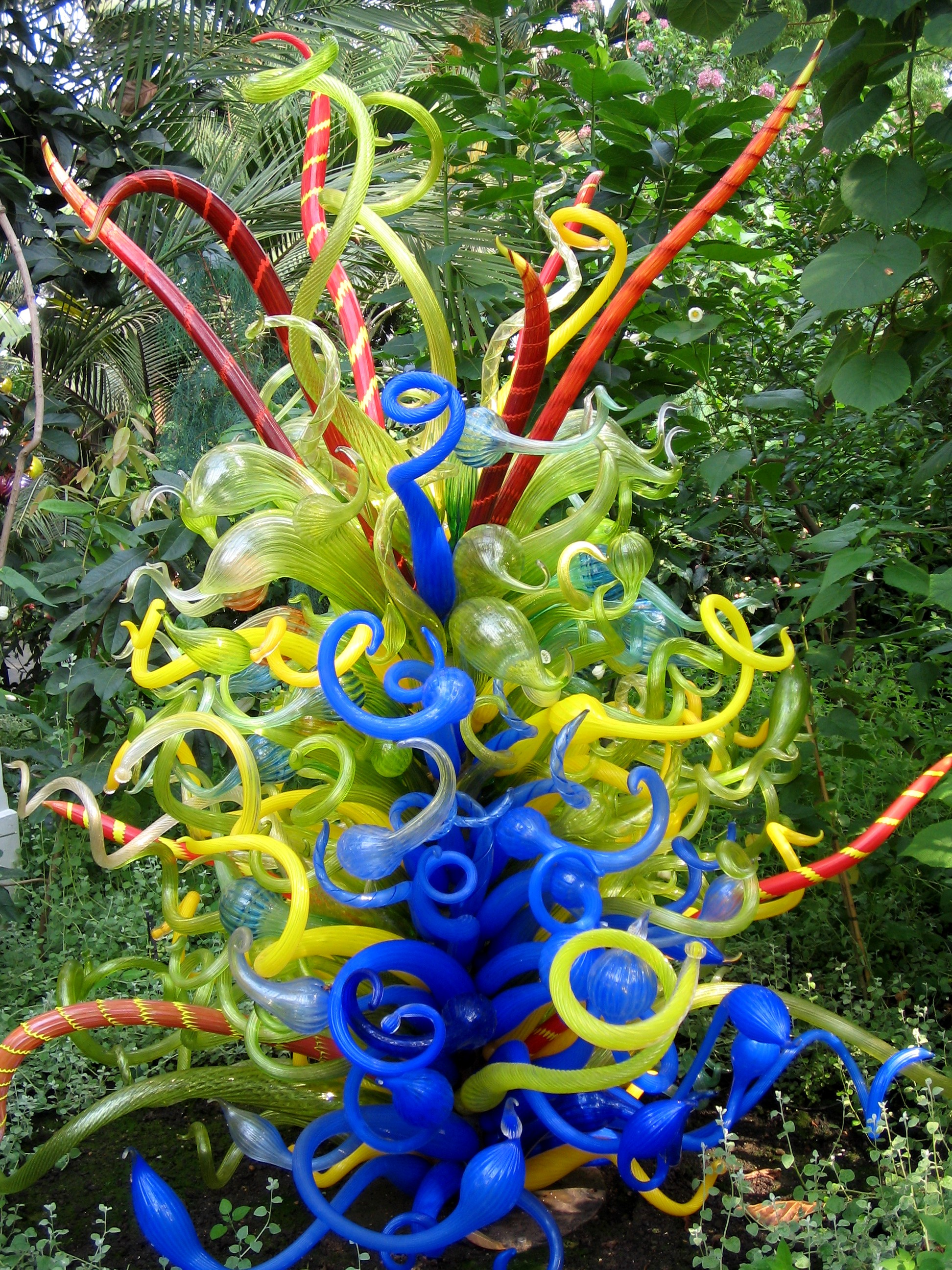
Szkło monumentalne, o dziwacznych quasi-naturalnych kształtach. Praca amerykańskiego artysty w szkle, Dale Chihuly’ego

Tradycyjnie szkło stanowi jeden ze środków przekazu artystycznego. Na weneckiej wyspie Murano od XIII wieku podtrzymywana jest tradycja barwnego i precyzyjnego hutnictwa oraz dmuchanego szkła weneckiego, m.in. dzięki lokalnie występującemu czystemu kwarcowi, a także uprzywilejowanej pozycji Wenecjan w handlu z Lewantem (dostawy wyrafinowanego potażu).
Współczesny rozkwit weneckiej sztuki szkła przypada na lata 50. i 60. XX wieku, gdy miasto nadal stanowi  światowe centrum dla wykonawców i miłośników szkła artystycznego. Znajduje się tam również Museo Vetrario, z zabytkami szkła wytwarzanymi lokalnie, jak również ze znaleziskami archeologicznymi z Egiptu i Libanu – kultury fenickiej, w której, według rzymskiego historyka Pliniusz Starszego, podobno przypadkowo wytworzono szkło w ognisku ok. 5000 p.n.e.
W odległym kulturowo zakątku działa modernistyczna szkoła fińska np. z rzeźbami wielkości waz stołowych, poczynając od popularnego Wazonu Aalto w wykonaniu Alvara Aalto z 1937, nagrodzonego Grand Prix na światowej wystawie sztuk rzemieślniczych i dekoracyjnych w Paryżu. Ogólnie biorąc szkło fińskie cechuje opływowość, przezroczystość, a w przypadku niekonwencjonalnych form-rzeźb – jego przesadna grubość, niekiedy wewnętrzna chropowatość pod szlifem i uzyskany przez to efekt zamglenia drogą rozpraszania światła. Stylistykę szkoły fińskiej nadal podtrzymują zarówno indywidualni twórcy, jak i komercyjna huta szkła Iittala ze swymi artystycznymi projektantami.

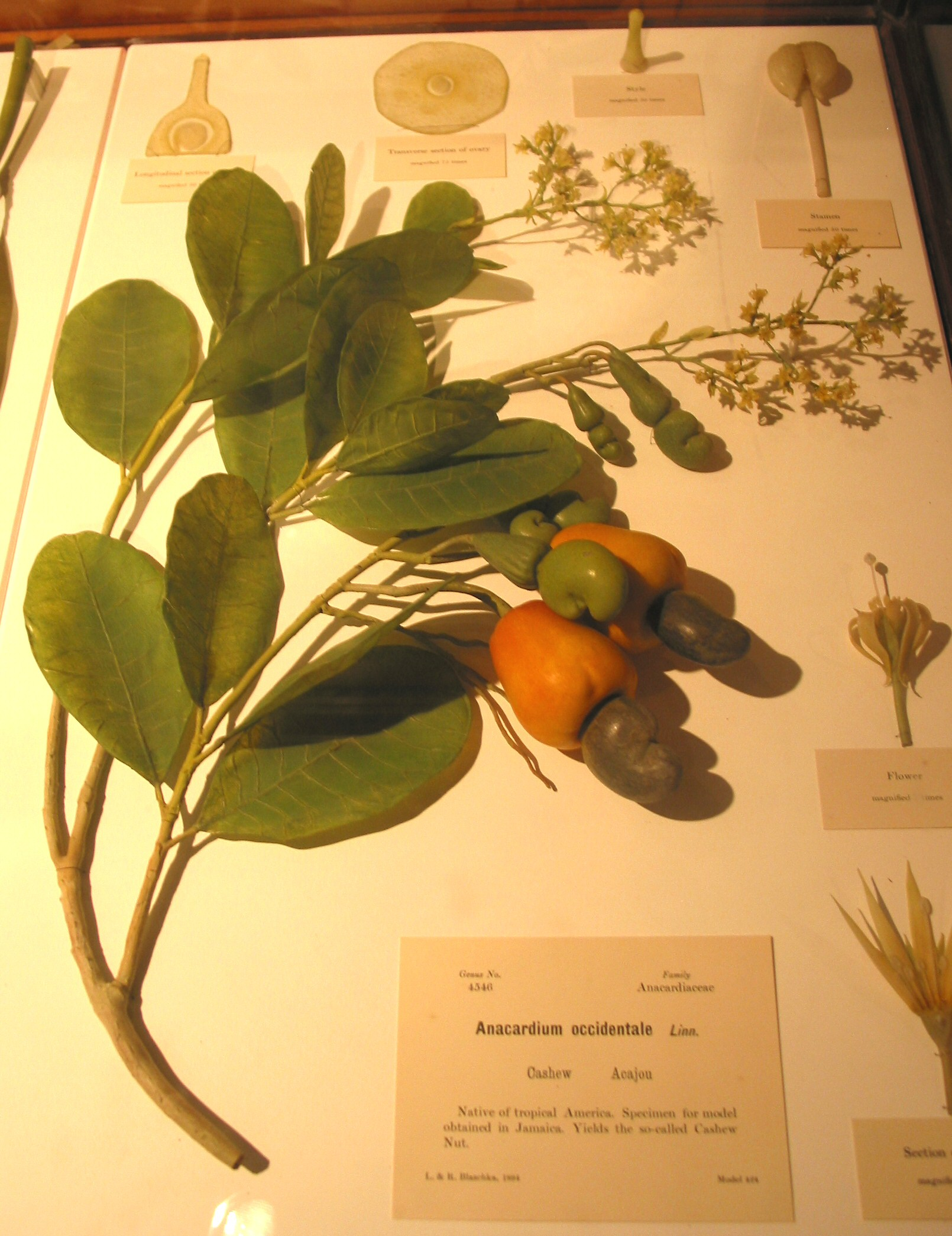
Szklany model gałęzi nanercza z owocami z kolekcji „Szklane kwiaty” Blaschków

Sławne i nie dość rozpoznane pod względem technicznym są arcyrealistyczne wyroby artystów rzemieślników z rodziny Blaschka, osiadłych w Niemczech (a wywodzących się być może z Wenecji). Leopold Blaschka i jego syn Rudolf niepowtarzalnie wykonali tzw. „Szklane kwiaty” – zbiór sporządzony na zlecenie profesora botaniki Uniwersytetu Harvarda pod koniec XIX wieku. Stanowiąca łącznie ok. 900 okazów, kolekcja ta jest dotąd uważana za niezrównaną technicznie (Harvard Museum of Natural History). Poza tym Leopold Blaschka wykonał szklane modele bezkręgowców, będące w posiadaniu Cornell University w Ithace oraz National Museum of Ireland w Dublinie.
Najwięcej różnorodnego szkła artystycznego wytwarza się obecnie w Stanach Zjednoczonych. Indywidualne amerykańskie hutnictwo szkła artystycznego datuje się z czasów kolonialnych, gdy przedmioty gospodarstwa domowego wytapiano z charakterystycznego zielonkawego szkła z ozdobnymi, specjalnie zastygniętymi bąbelkami powietrza. Obecnie w USA działa wielu indywidualnych artystów, a sztuki szklarstwa naucza się wraz z praktyką na wyższych uczelniach, również w nurcie postmodernizmu. Wielu drobnych twórców wyrabia rzeźby i naczynia, szklane kwiaty, figury, od niedawna z pomocą komputeryzacji. Tradycyjnie są to wyroby naczyń w pełnych, jaskrawych lub przyćmionych barwach z hut w Appalachach – np. rubinowe lub szmaragdowej barwy misy i wazy wykonywane przez pokolenia artystów firmy Blenko Glass Company.
W latach 20. XX wieku głównym miejscem rozkwitu ceramiki, niezwykłych szkliw i szkła w amerykańskim stylu art déco było Cincinnati, szczególnie pracownia Rockwood Pottery – jedna z pierwszych firm założona (1880) i prowadzona przez kobietę. Maria Longworth Nichols, żona filantropa muzycznego i piewcy Dzikiego Billa Hickoka, pułkownika George Ward Nicholsa, była dziedziczką rodziny Longworthów, miejscowych potentatów. Wyroby Rockwood Pottery nagradzano na licznych wystawach w Europie. Po krachu giełdy tradycje te zanikły, lecz od niedawna są ponownie kontynuowane.
Niezależnie Harvey Littleton zapoczątkował nowy kierunek sztuki w zakresie szkła dmuchanego, wykonywanego w skromnych, kameralnych warunkach zamiast w hutach szkła. Littleton wychował się w Corning, gdzie jego ojciec był jednym z szefów koncernu wyrobów kuchennych, domowych oraz laboratoryjnych (np. szkła Pyrex), a także szkła przemysłowego: Corning Glassworks, i gdzie od dawna istnieje najbogatsze w eksponaty światowe muzeum szkła. Littleton sam później nauczał sztuki i tradycji, w tym europejskich, pokolenia nowych dmuchaczy i artystów na University of Wisconsin-Madison.
Uczniem Littletona był m.in. rzeźbiarz w szkle monumentalnych proporcji – Dale Chihuly z Tacoma. Jego instalacje zarówno w ogrodach botanicznych na zewnątrz lub te wkomponowane w rośliny i pnie, jak i wężopodobne żyrandole zawieszone na stalowych linach pod wielkimi kopułami, składają się często z setek elementów wykonanych w tzw. szkle spiralnym, wzorowanym na weneckim, aczkolwiek wytopionym i wydmuchanym na osobliwsze, naturalne i fantastyczne kształty. Chihuly jest prawdopodobnie najpłodniejszym artystą w szkle na świecie – spisywanie jego warsztatu, książek i katalogów przypisanych jego autorstwu oraz wystaw muzealnych, to operacja wymagająca całego sztabu ludzi, niczym tournée i produkcje płytowe U2.

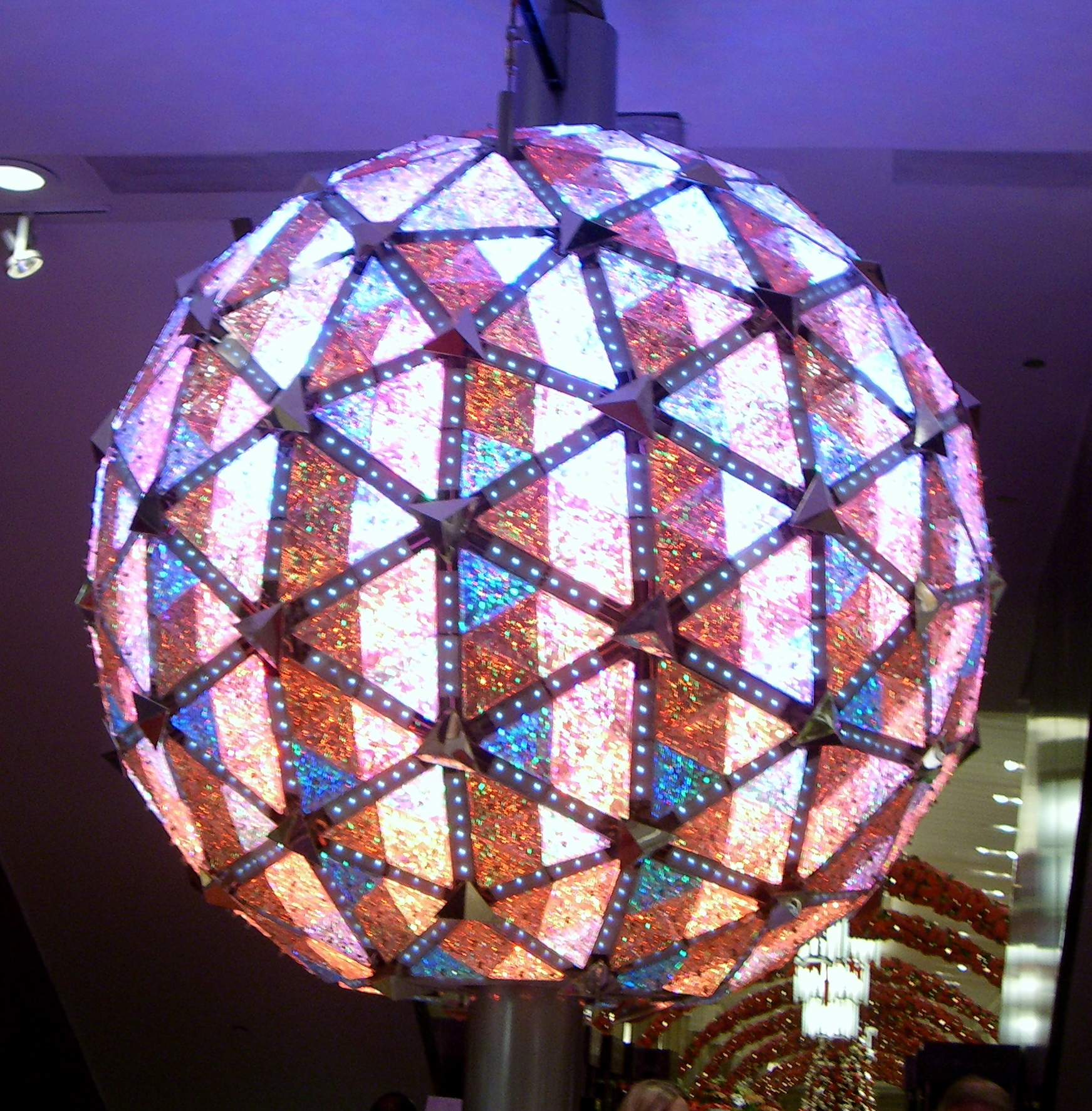
Times Square Ball (używana w latach 2007-2008). Kula zainstalowana w 2008 także byłą wyrobem dmuchaczy z Irlandii, aczkolwiek podświetlona jest po raz pierwszy w historii wyłącznie diodami elektroluminescencyjnymi

Poza Stanami Zjednoczonymi artyści abstrakcyjni i komercyjni w szkle dmuchanym są szczególnie aktywni w Wenecji (i generalnie we Włoszech), Wielkiej Brytanii, Irlandii, Finlandii, Holandii, Szwecji, Danii i Japonii. Tradycje hiszpańskie w szkle ozdobnym są także kultywowane w Ameryce Południowej i Środkowej, w tym szczególnie idiosynkratycznie w Meksyku. Natomiast Brazylijska artystka Kim Poor (żona gitarzysty Genesis, Steve'a Hacketta jest ceniona za oryginalną technikę kładzenia szkła z rozpylonym, intensywnym pigmentem na stali. Salvador Dalí nazwał ją diafanizmem (słowo to ponoć dodano do leksykonu angielskiego Oxford English Dictionary, w jego 3. wydaniu), on ang./łac. diaphanous: "prawie przezroczysty, delikatnie zamglony". Owoce jej sztuki są szeroko dostępne w postaci reprodukcji: okładek płyt wykonanych przezeń dla jej męża.
W Polsce, Czechosłowacji i Niemczech od wieków tradycyjnie popularne były: malarstwo na szkle, wyrób witraży kościelnych oraz cięte stołowe szkło ołowiowe (tzw. kryształy), uzyskane wpierw dmuchaniem szkła. Podobną tradycję mają Irlandczycy w postaci kryształu waterfordzkiego, wytwarzanego od XVIII w., skupowanego przede wszystkim w Stanach Zjednoczonych. Świetlista wietlista noworoczna opadająca kula – Times Square Ball z Nowego Jorku tradycyjnie wytwarzana jest fragmentarycznie w Waterford.

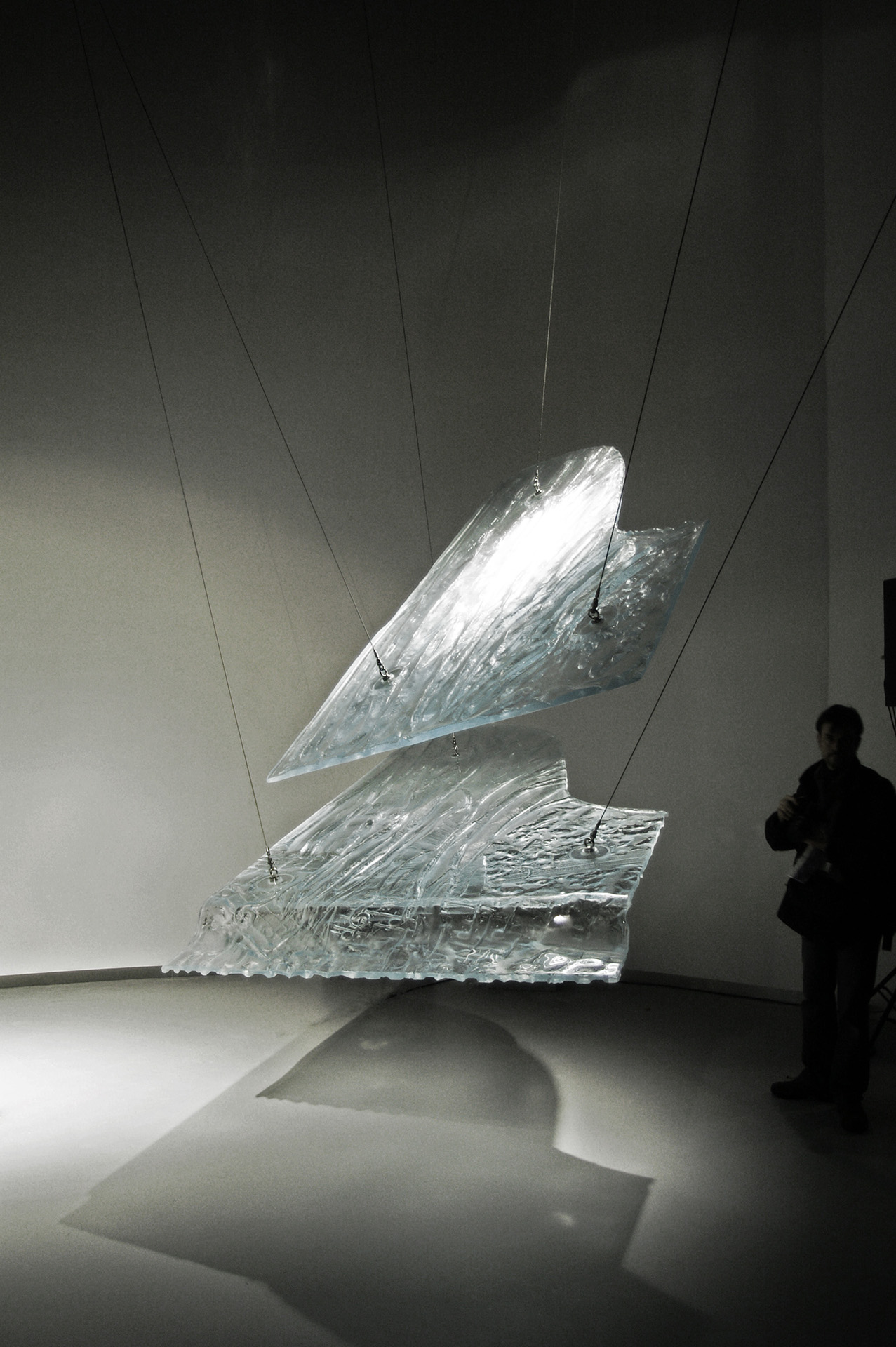
"Duch Fortepianu" Tomasza Urbanowicza na EXPO 2005 w Aichi

W Polsce jednym z najbardziej znanych twórców nowoczesnego, wielkoformatowego, grubego szkła artystycznego, odlewanego w piecach z zastosowaniem wielu skomplikowanych technologicznie technik własnych, jest architekt Tomasz Urbanowicz, którego prace zdobią wiele prestiżowych obiektów użyteczności publicznej w Polsce i na świecie. Szkła Urbanowicza trzykrotnie uczestniczyły także w prezentacjach Polski na światowych wystawach EXPO: na EXPO 2000 w Hanowerze (Niemcy) - w prezentacji Dolnego Śląska, na EXPO 2005 w Aichi (Japonia) gdzie kompozycja "Dusza Fortepianu" stanowiła główny artefakt Polskiego Pawilonu, oraz na EXPO 2008 w Saragossie (Hiszpania), gdzie kompozycja "Polska - wiatr w żaglach" wpisywała się w ideę narodowej prezentacji. Szklana Kula "Zjednoczony Świat" zdobi od 2004 roku siedzibę Parlamentu Europejskiego w Strasburgu.
Tradycyjne bombki na choinkę są niemieckim wynalazkiem dmuchanego szkła artystycznego na miniaturową skalę. Podobnie jak tradycja choinki, rozprzestrzeniły się one szeroko.